# Amusement (émotion)

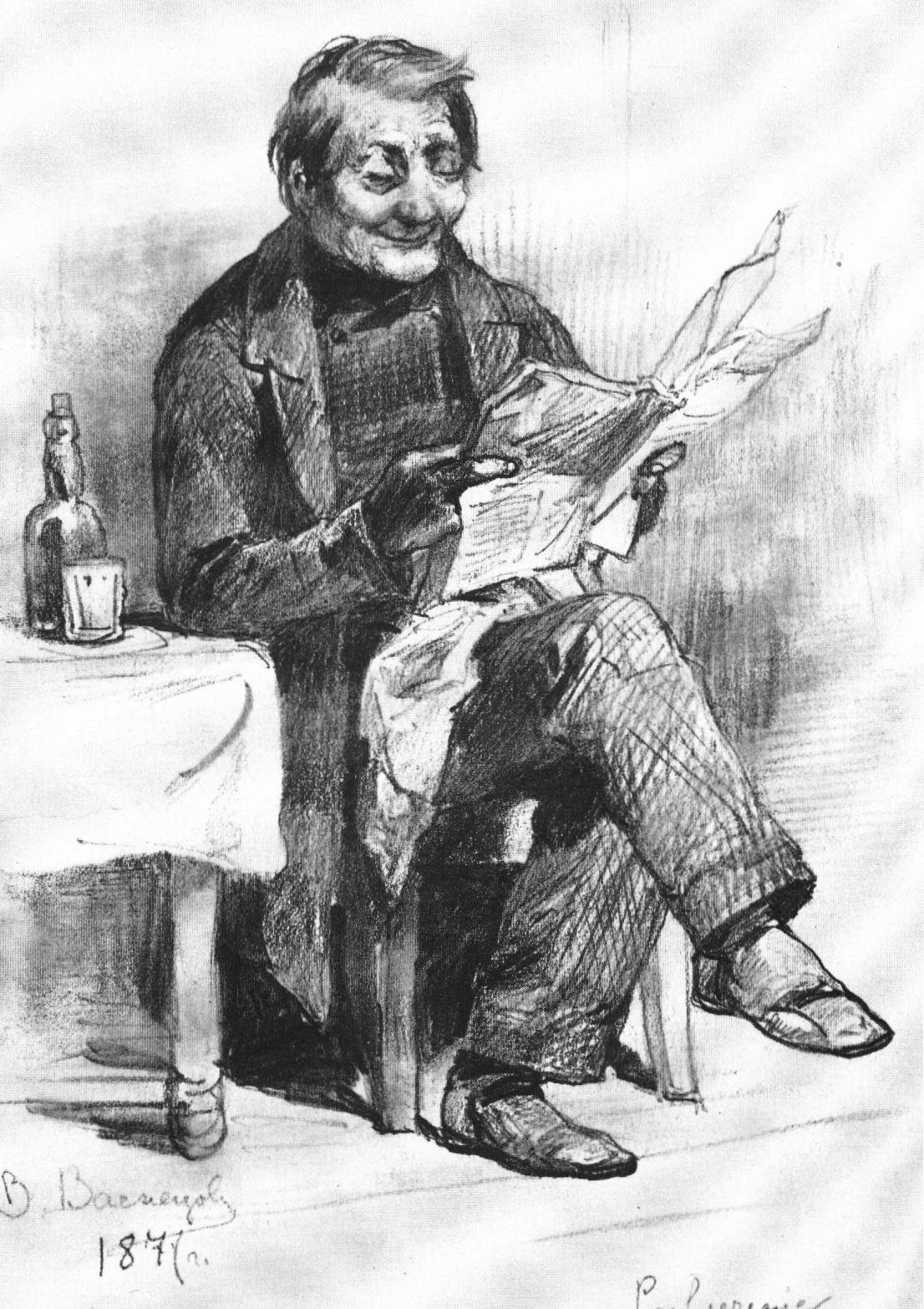
Amusement, Viktor Vasnetsov

Pour les articles homonymes, voir Amusement.
L'amusement est une émotion animée lors de situations ou événements et divertissements humoristiques, durant lesquelles sont accompagnées la joie, la distraction, le rire, et le plaisir.

## Définition
Selon le dictionnaire Larousse, le terme amusement est défini comme l'action de s'amuser mais aussi en tant que « sentiment de plaisir, de gaieté, éprouvé par celui qui s'amuse ».
Selon le CNTRL, le mot amusement est défini plus simplement comme l'équivalent des mots « divertissement » et « agrément », un « passe-temps agréable, récréatif, occupant le corps ou l'esprit, et destiné à tromper l'ennui », mais également, dans un sens plus affectif, comme une « liaison amoureuse peu sérieuse et souvent éphémère ».

### Amusement, divertissement et distraction

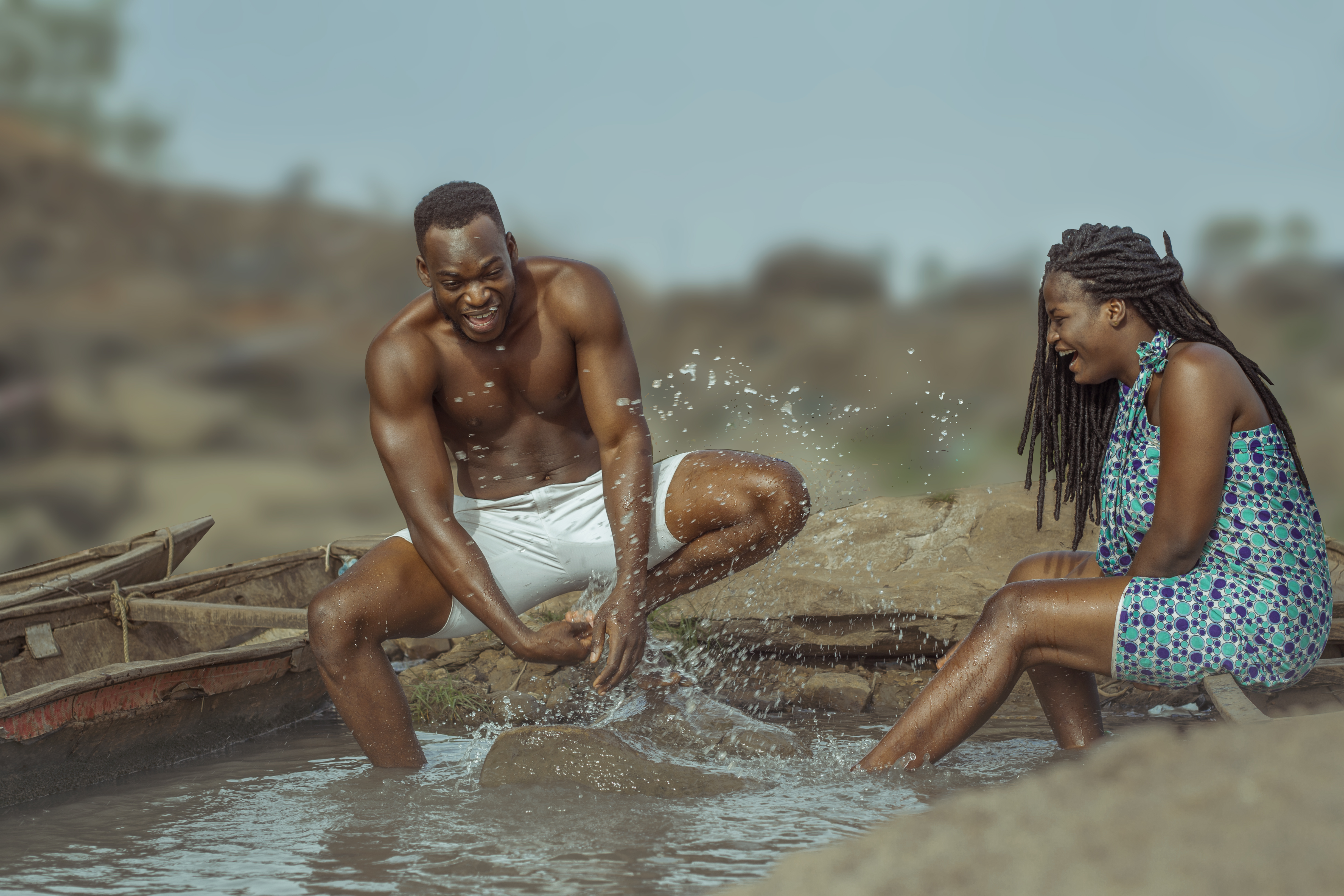
Couple du Nigeria s'amusant au bord de la Bénoué.

L'amusement est autant une action qu'une sensation. C'est faire « quelque chose qui plait ». Le divertissement et la distraction, c'est étymologiquement, détourner l’esprit avec le sens moderne de faire quelque chose d'agréable, mais en gardant un côté plus culturel, plus instructif (notamment en s'adonnant à des activités ludiques). 
Le divertissement semble cependant plus proche de l'amusement car le mot possède un côté festif que n'a pas forcément la distraction qui est peut-être plus solitaire, plus introspective .

## Étymologie
Le mot amusement est issu du verbe « amuser », issu lui-même de l'ancien français « muser » dont l'origine est incertaine. 